# Западна Немачка на Европском првенству у атлетици у дворани 1970.
Западна Немачка је учествовала на 1. Европском првенству у атлетици у дворани 1970. одржаном у Бечу, Аустрија, 14. и 15. марта. У првом учешћу на европским првенствима у дворани репрезентацију Западне Немачке представљала су 32 спортиста (19 м и 13 ж) који су се такмичили у 14. дисциплина (11 мушких и 9 женских).
Са 8 освојених медаља (1 златна, 5 сребрих и 2 бронзане) Западна Немачка је у укупном пласману заузела је 6. место од 14 земаља које су на овом првенству освојиле медаље, односно 24 земље учеснице.
У табели успешности (према броју и пласману такмичара који су учествовали у финалним такмичењима (првих 8 такмичара)) Зашадна Немачка је са 18 учесника у финалу заузела 3. место са 90 бодова, од 23 земље које су имале представнике у финалу. На првенству су учествовале 24 земље чланице ЕАА. Једино Турска није имала представника у финалу.
| Плас. | Земља           | 1. место | 2. место | 3. место | 4. место | 5. место | 6. место | 7. место | 8. место | Бр. финал. - Бод. |
| ----- | --------------- | -------- | -------- | -------- | -------- | -------- | -------- | -------- | -------- | ----------------- |
| 3.    | Западна Немачка | 1—8      | 5—35     | 2—12     | 4—20     | 2—8      | 1—3      | 1—2      | 2—2      | 18—90             |

## Учесници
| Мушкарци: - Хорст Шибе — 60 м - Инго Репер — 400 м - Франц Јозеф Кемпер — 800 м - Харалд Норпот — 3.000 м - Вернер Гирке — 3.000 м - Гинтер Никел — 60 м препоне - Вернер Трцмил — 60 м препоне - Томас Захаријас — Скок увис - Хајфрид Енгел — Скок мотком - Херман Лацел — Скок удаљ - Михел Зауер — Троскок - Дитер Хибнер — 4 х 400 м - Карл-Херман Тофауте — 4 х 400 м - Улрих Штромахер — 4 х 400 м - Хелмар Милер — 4 х 400 м - Хорст Хаслингер — Мешовита штафета 2+3+4+5 кругова - Лотар Хиршт — Мешовита штафета 2+3+4+5 кругова - Манфред Хене — Мешовита штафета 2+3+4+5 кругова - Инго Зенсбург — Мешовита штафета 2+3+4+5 кругова | Жене: - Анергрет Ирганг — 60 м - Кристел Фрезе — 400 м - Хилдегард Јанце — 800 м - Хајде Розендал — 60 м препоне, Скок удаљ - Рената Гартнер — Скок увис - Марлен Фукс — Бацање кугле - Елфгард Шитенхелм — Штафета 4 х 200 метара, Мешовита штафета 1+2+3+4 круга - Анелија Вилден — Штафета 4 х 200 метара - Маријана Болинг — Штафета 4 х 200 метара - Анегрет Кронигер — Штафета 4 х 200 метара - Хајди Герхард — Мешовита штафета 1+2+3+4 круга - Криста Мертен — Мешовита штафета 1+2+3+4 круга - Јута Хасе — Мешовита штафета 1+2+3+4 круга |  |

## Освајачи медаља
- Злато

1. Гинтер Никел — 60 м препоне
- Сребро

1. Харалд Норпот — 3.000 м

2. Кристел Фрезе — 400 м

3. Елфгард Шитенхелм, Анелија Вилден, Маријана Болинг,Анегрет Кронингер — штафета 4 х 200 м. жене

4. Елфгард Шитенхелм, Хајди Герхард, Криста Мертен, Јута Хасе — штафета 1+2+3+4 круга жене
 
5. Хајде Розендал — Скок удаљ
- Бронза

1. Дитер Хибнер, Карл-Херман Тофауте, Улрих Штрохакер, Хелмар Милер — штафета 4 х 400 м. мушкарци

2. Хорст Хаслингер, Лотар Хирш, Манфред Хајне, Инго Зенсбург — >штафета 2+3+4+5 кругова, мушкарци

## Резултати

### Мушкарци
| Атлетичар                                                     | Дисциплина                           | Лични рекорд | Квалификације | Квалификације | Полуфинале | Полуфинале   | Финале               | Финале     | Детаљи |
| Атлетичар                                                     | Дисциплина                           | Лични рекорд | Резултат      | Место         | Резултат   | Место        | Резултат             | Место      | Детаљи |
| ------------------------------------------------------------- | ------------------------------------ | ------------ | ------------- | ------------- | ---------- | ------------ | -------------------- | ---------- | ------ |
| Хорст Шибе                                                    | 60 м                                 |              | 6,8           | 1. у гр. 2 КВ | 6,8        | 4. у пф 2    | Није се квалификовао | 7./16/(17) |        |
| Инго Репер                                                    | 400 м                                |              | 46,8          | 3 у гр. 1     |            |              | Није се квалификовао | 5,/9       |        |
| Франц Јозеф Кемпер                                            | 800 м                                | 1:44,9       | 1:50,4        | 2 у гр. 1 КВ  |            |              | 1:51,9               | 4./ 12     |        |
| Харалд Норпот                                                 | 3.000 м                              |              | 8:02,0        | 2 у гр. 1 КВ  |            |              | 7:49,50              |            |        |
| Вернер Гирке                                                  | 3.000 м                              |              | 8:13,0        | 2 у гр. 2 КВ  | 7:56,0     | 5./ 13       |                      |            |        |
| Гинтер Никел                                                  | 60 м препоне                         | 7,62 СРд     | 8,0           | 3 у гр. 2 КВ  | 7,8        | 1 у пф 1. КВ | 7,8                  |            |        |
| Вернер Трцмил                                                 | 60 м препоне                         |              | 8,1           | 1 у гр 1 КВ   | 8,0        | 3 у пф 2 КВ  | 7,9                  | 4./ 16     |        |
| Томас Захаријас                                               | скок увис                            |              |               |               |            |              | 2,11                 | 8./18      |        |
| Хајфрид Енгел                                                 | скок мотком                          |              |               |               |            |              | 5,00                 | 5./12      |        |
| Херман Лацел                                                  | скок удаљ                            |              |               |               |            |              | 7,91                 | 4,/19      |        |
| Михел Зауер                                                   | троскок                              |              |               |               |            |              | 16,39                | 4./11      |        |
| Дитер Хибнер Карл-Херман Тофауте Улрих Штромахер Хелмар Милер | 4 х 400 м                            |              |               |               |            |              | 3:10,7               |            |        |
| Хорст Хаслингер Лотар Хиршт Манфред Хене Инго Зенсбург        | Мешовита штафета 400+600+800+1.000 м |              | 6:28,4        | 1 у гр. 2     |            |              | 6:19,6               |            |        |

### Жене
| Атлетичарка                                                        | Дисциплина                         | Лични рекорд | Квалификације | Квалификације  | Полуфинале      | Полуфинале      | Финале          | Финале          | Детаљи |
| Атлетичарка                                                        | Дисциплина                         | Лични рекорд | Резултат      | Место          | Резултат        | Место           | Резултат        | Место           | Детаљи |
| ------------------------------------------------------------------ | ---------------------------------- | ------------ | ------------- | -------------- | --------------- | --------------- | --------------- | --------------- | ------ |
| Анергрет Ирганг                                                    | 60 м                               |              | 7,6           | 1. у гр. 3 КВ  | 7,5             | 3. у пф 2 КВ    | 7,6             | 6./14           |        |
| Кристел Фрезе                                                      | 400 м                              |              | 53,7          | 1 у гр. 1 КВ   |                 |                 | 53,1            |                 |        |
| Хилдегард Јанце                                                    | 800 м                              |              | 2:09,9        | 1 у гр. 1 КВ   |                 |                 | 2:09,5          | 8./ 11          |        |
| Хајде Розендал                                                     | 60 м препоне                       |              | 8,6           | 2 у гр. 3 (КВ) | Није стартовала | Није стартовала | Није стартовала | Није стартовала |        |
| Рената Гартнер                                                     | скок увис                          |              |               |                |                 |                 | 1,65            | 13./13          |        |
| Хајде Розендал*                                                    | скок удаљ                          |              |               |                |                 |                 | 6,55            |                 |        |
| Марлен Фукс                                                        | бацање кугле                       |              |               |                |                 |                 | 16,71           | 7./9            |        |
| Елфгард Шитенхелм Анелија Вилден Маријана Болинг Анегрет Кронингер | 4 х 200 м                          |              |               |                |                 |                 | 1:37,6          |                 |        |
| Елфгард Шитенхелм* Хајди Герхард Криста Мертен Јута Хасе           | Мешовита штафета 200+400+600+800 м |              |               |                |                 |                 | 5:01,1          |                 |        |

- Тачка уз име такмичарке означава де је учествовала у више дисциплина.

## Биланс медаља Западне Немачке после 1. Европског првенства у дворани 1970.
|    | ЕП    |   |   |   |   | УП |
| 1. | 1970. | 1 | 5 | 2 | 8 | 6  |
| -- | ----- | - | - | - | - | -- |

|    | Атлетичар         |   |   |   |   |
| -- | ----------------- | - | - | - | - |
| 1. | Елфгард Шитенхелм | 0 | 2 | 0 | 2 |